# Греко-римская борьба на летних Олимпийских играх 1980 — до 82 кг
Соревнования по классической борьбе в категории до 82 кг были частью программы летних Олимпийских игр 1980 года в Москве.

## Медалисты
- Геннадий Корбан (URS)
- Ян Долгович (POL)
- Павел Павлов (BUL)

## Определение победителей
Определение победителей происходило по системе штрафных очков. Борец, набравший 6 и более штрафных очков, выбывал из соревнований. Когда оставалось два или три участника для определения распределения медалей между ними проводился специальный финальный тур.

### Штрафные очки
- 0 — чистая победа, снятие соперника за пассивность или из-за травмы;
- 0,5 — победа за явным преимуществом;
- 1 — победа по очкам;
- 2 — ничья;
- 2,5 — ничья, пассивность;
- 3 — поражение по очкам;
- 3,5 — поражение за явным преимуществом соперника;
- 4 — чистое поражение, снятие за пассивность или из-за травмы.

## Легенда
- DNA — участник не явился;
- TPP — общее количество штрафных очков;
- MPP — количество штрафных очков за схватку;
- TF — чистая победа;
- IN — соперник снят из-за травмы;
- DQ — дисквалификация за пассивность;
- D1 — дисквалификация за пассивность, победитель также был пассивен;
- D2 — дисквалификация за пассивность обоих соперников.

## Ход соревнований

### Круг 1
| TPP | MPP |                           | Результат |                      | MPP | TPP |
| --- | --- | ------------------------- | --------- | -------------------- | --- | --- |
| 4   | 4   | Фернандо Сан-Исидро (ESP) | TF / 4:18 | Детлеф Кюн (GDR)     | 0   | 0   |
| 4   | 4   | Адуучиин Баатаркхюу (MGL) | TF / 3:48 | Павел Павлов (BUL)   | 0   | 0   |
| 0   | 0   | Геннадий Корбан (URS)     | DQ / 5:37 | Михаль Тома (HUN)    | 4   | 4   |
| 1   | 1   | Мохаммад Эль-Улаби (SYR)  | 13 — 11   | Мирослав Янота (TCH) | 3   | 3   |
| 4   | 4   | Ян Долгович (POL)         | D2 / 7:06 | Йон Драйка (ROU)     | 4   | 4   |
| 3   | 3   | Ярмо Овермарк (FIN)       | 5 — 8     | Лейф Андерссон (SWE) | 1   | 1   |

### Круг 2
| TPP | MPP |                           | Результат |                           | MPP | TPP |
| --- | --- | ------------------------- | --------- | ------------------------- | --- | --- |
| 8   | 4   | Фернандо Сан-Исидро (ESP) | D2 / 7:00 | Адуучиин Баатаркхюу (MGL) | 4   | 8   |
| 4   | 4   | Детлеф Кюн (GDR)          | DQ / 5:42 | Павел Павлов (BUL)        | 0   | 0   |
| 0   | 0   | Геннадий Корбан (URS)     | DQ / 7:50 | Мохаммад Эль-Улаби (SYR)  | 4   | 5   |
| 4   | 0   | Михаль Тома (HUN)         | DQ / 7:01 | Мирослав Янота (TCH)      | 4   | 7   |
| 4   | 0   | Ян Долгович (POL)         | TF / 2:17 | Ярмо Овермарк (FIN)       | 4   | 7   |
| 8   | 4   | Йон Драйка (ROU)          | D2 / 7:09 | Лейф Андерссон (SWE)      | 4   | 5   |

### Круг 3
| TPP | MPP |                          | Результат |                       | MPP | TPP |
| --- | --- | ------------------------ | --------- | --------------------- | --- | --- |
| 8   | 4   | Детлеф Кюн (GDR)         | TF / 5:41 | Геннадий Корбан (URS) | 0   | 0   |
| 0   | 0   | Павел Павлов (BUL)       | DQ / 8:01 | Михаль Тома (HUN)     | 4   | 8   |
| 9   | 4   | Мохаммад Эль-Улаби (SYR) | DQ / 5:34 | Ян Долгович (POL)     | 0   | 4   |
| 5   |     | Лейф Андерссон (SWE)     |           | Bye                   |     |     |

### Круг 4
| TPP | MPP |                       | Результат |                    | MPP | TPP |
| --- | --- | --------------------- | --------- | ------------------ | --- | --- |
| 8   | 3   | Лейф Андерссон (SWE)  | 3 — 4     | Павел Павлов (BUL) | 1   | 1   |
| 1   | 1   | Геннадий Корбан (URS) | 11 — 4    | Ян Долгович (POL)  | 3   | 7   |

### Финал
Результаты предварительных схваток учитывались в финале.
| TPP | MPP |                       | Результат |                       | MPP | TPP |
| --- | --- | --------------------- | --------- | --------------------- | --- | --- |
|     | 1   | Геннадий Корбан (URS) | 11 — 4    | Ян Долгович (POL)     | 3   |     |
|     | 3   | Павел Павлов (BUL)    | 7 — 13    | Геннадий Корбан (URS) | 1   | 2   |
| 3   | 0   | Ян Долгович (POL)     | TF / 1:28 | Павел Павлов (BUL)    | 4   | 7   |

## Распределение мест
1. Геннадий Корбан (URS)
2. Ян Долгович (POL)
3. Павел Павлов (BUL)
4. Лейф Андерссон (SWE)
5. Детлеф Кюн (GDR)
6. Михаль Тома (HUN)
7. Мохаммад Эль-Улаби (SYR)
8. Мирослав Янота (TCH)